# Gaston Caulet du Tayac
Pour les articles homonymes, voir Caulet et Tayac (homonymie).
Gaston Caulet du Tayac, né le 5 juin 1840 rue du Bac à Paris et mort dans le 6e arrondissement de Paris le 9 juillet 1877 est un journaliste républicain et communard. Il joue un rôle important dans l'insurrection de La Guillotière, à Lyon, le 30 avril 1870 puis est déporté en Nouvelle-Calédonie.

## Biographie

### Républicain et communard
Fils d'un haut fonctionnaire à la direction générale de la Caisse des Dépôts et Consignations et ancien officier de la garde de Napoléon Ier, Gaston Caulet du Tayac devient journaliste et militant républicain à la fin du Second Empire. Il est condamné à des amendes et emprisonné à deux reprises en 1869 et en 1870 pour ses activités républicaines.
Au déclenchement de la guerre de 1870, il s’engage dans un régiment de zouaves.
Journaliste au Cri du Peuple, engagé dans la Commune de Paris, il entre dans le cabinet de Raoul Rigault avec le titre de commissaire spécial,. Il est donc membre de la Commission de la Sûreté générale. Il se considère comme blanquiste.

### L'insurrection de La Guillotière
Avec Charles Dumont,, la Commune de Paris l'envoie à Lyon le 17 avril 1871, où il arrive en passant par Bâle. Ils sont chargés d'obtenir du maire de Lyon, Jacques-Louis Hénon, un ajournement des élections municipales,. En effet, Adolphe Thiers, chef du gouvernement de Versailles, a décidé d'organiser des élections municipales et de nommer tous les maires des villes de plus de 20 000 habitants, pour mieux isoler la Commune de Paris. Les communards veulent que ces élections permettent d'élire les maires et ils refusent donc qu'elles soient organisées comme prévu. 
Caulet du Tayac rencontre Hénon le 24 avril 1871, mais le maire de Lyon éconduit les deux délégués de la Commune de Paris et maintient les élections,. Caulet du Tayac ne réussit pas non plus à rallier à sa cause le directeur du journal lyonnais républicain radical, Le Progrès. Caulet du Tayac et Dumont lancent un appel au boycott de ces élections, préalable à une future proclamation de la Commune. Ils échouent dans ces deux objectifs.
Après être retournés en Suisse pour éditer des affiches appelant à la révolte, Caulet du Tayac et Dumont prennent part à l'insurrection de La Guillotière,,, quartier ouvrier de Lyon. Cette émeute a lieu le jour où sont prévues les élections, le 30 avril. Vers 7 heures du matin, un groupe de 25 à 30 hommes prend la mairie de La Guillotière, et, rejoints par d'autres, ils atteignent un effectif maximum de 150. Ils dressent des barricades. L'armée réprime cette révolte le jour même, tirant au canon sur la mairie. 
Les deux délégués de la Commune de Paris, Caulet du Tayac et Dumont, sont envoyés auprès du chef de la garde nationale de Lyon, le général Bourras, dans l'espoir « d'établir, si possible, une entente révolutionnaire ». Ils ne parviennent pas à le voir et sont arrêtés. Vers 23 heures, la dernière barricade se rend. Cette répression militaire fait au moins une trentaine de morts et plusieurs dizaines de blessés chez les insurgés. Les élections ont lieu la semaine suivante.

### Jugement et déportation
Après la Commune, Caulet du Tayac est jugé par le premier conseil de guerre. Il y proclame publiquement ses convictions :

« Je suis athée, socialiste et révolutionnaire. Athée, parce qu'en fouillant les annales des peuples de l'univers, en considérant les événements contemporains, j'ai conclu que chaque fois qu'on avait eu du sang à verser, une grande iniquité à commettre, on s'était abrité derrière une divinité quelconque. Socialiste, parce que je veux l'affranchissement du travail comme je veux l'émancipation de l'idée. Révolutionnaire, parce que je crois que le moment est venu de faire prévaloir quand même la justice et la vérité,. »

Il est condamné le 13 décembre 1871 à la déportation dans une enceinte fortifiée et déporté en Nouvelle-Calédonie, tandis que Dumont est détenu à la centrale de Clairvaux. En Nouvelle-Calédonie, parmi ses codétenus figure le jeune Henry Bauër, qui décrit ainsi leur relation : « Pendant cinq ans, mon compagnon de tous les jours est Caulet de Tayac : nous prenons nos repas ensemble, nous avons mêmes lectures, mêmes préoccupations, mêmes sentiments ».
Caulet du Tayac est atteint d'une phtisie qui s'aggrave tellement que le gouverneur de la Nouvelle-Calédonie demande sa grâce. Gracié le 31 octobre 1876, il rentre en France en passant par l'Australie et meurt rapidement après,. Selon Henry Bauër : « Celui de mes amis que j'aimais le plus, Caulet de Tayac, si intelligent, si vaillant, a rendu l'âme au bout de cinq ans d'agonie, un mois après sa rentrée à Paris. ».

### Notices biographiques
- « Caulet du Tayac Gaston », dans Le Maitron.Dictionnaire biographique mouvement ouvrier mouvement social, Maitron/Editions de l'Atelier, 30 juin 2020 (lire en ligne).
- Bernard Noël, Dictionnaire de la Commune, t. 1, Paris, Flammarion, coll. « Champs » (no 35 et 54), 1978, 327+291 p., p. 108-109.